# Refik Koray Kocademir
Refik Koray Kocademir (* 29. Juni 1998 in Aydın) ist ein türkischer Fußballspieler.

## Karriere
Kocademir verbrachte seine Jugend bei Uyanspor und Çine Madranspor. Am 20. April 2014 gab er gegen Çiğli Belediyespor sein Debüt.

## Erfolge
- Aufstieg von der 5. Liga in die 4. Liga: 2013/14 (mit Çine Madranspor)